# Igreja do Sul da Índia
A Igreja do Sul da Índia (em inglês Church of South India) é uma Igreja unida, formada em 1947, pela fusão de Igrejas anglicanas, presbiterianas, congregacionais, reformadas continentais e metodistas no Sul da Índia.  
É uma das maiores denominações protestantes na Índia, com 4.500.000 membros em 2022.  

## História
A Igreja do Sul da Índia (CSI) foi formada em 27 de setembro de 1947 como resultado da fusão entre igrejas de tradição anglicana, metodista e reformada (presbiteriana, congregacional e reformada continental), tornando-se a primeira união desse tipo no mundo a integrar igrejas episcopais e não episcopais em uma única estrutura eclesial.
O processo de união teve início com o trabalho de diversas missões protestantes no sul da Índia, destacando-se as missões congregacionais americanas, as missões presbiterianas escocesas e canadenses, e as missões reformadas da Basileia. Essas missões fundaram igrejas independentes ou sínodos próprios que, em 1908, uniram-se para formar a Igreja Unida do Sul da Índia (South India United Church – SIUC). A SIUC tornou-se, assim, a primeira etapa importante no caminho para a formação de uma igreja unida.
Paralelamente, a Igreja Metodista Wesleyana e a Igreja da Índia, Birmânia e Ceilão (anglicana) atuavam na região com grande presença. A partir da década de 1920, os líderes dessas denominações iniciaram diálogos ecumênicos que culminaram na proposta de união. Em 1947, três corpos eclesiásticos – a SIUC, a Igreja Metodista e a Igreja Anglicana – decidiram unir-se.
Na época da união, a Igreja Anglicana contava com aproximadamente 250.000 membros no sul da Índia, a Igreja Metodista com cerca de 150.000, e a Igreja Unida do Sul da Índia (reformada) com cerca de 225.000 membros. A nova Igreja do Sul da Índia foi, portanto, formada por um total estimado de 625.000 fiéis, tornando-se imediatamente uma das maiores denominações protestantes da região.
A formação da CSI foi reconhecida como um marco no movimento ecumênico mundial, por integrar diferentes tradições eclesiásticas em uma única comunhão com estrutura episcopal, mas mantendo a diversidade doutrinária e litúrgica de seus componentes fundadores.

## Relações intereclesiásticas

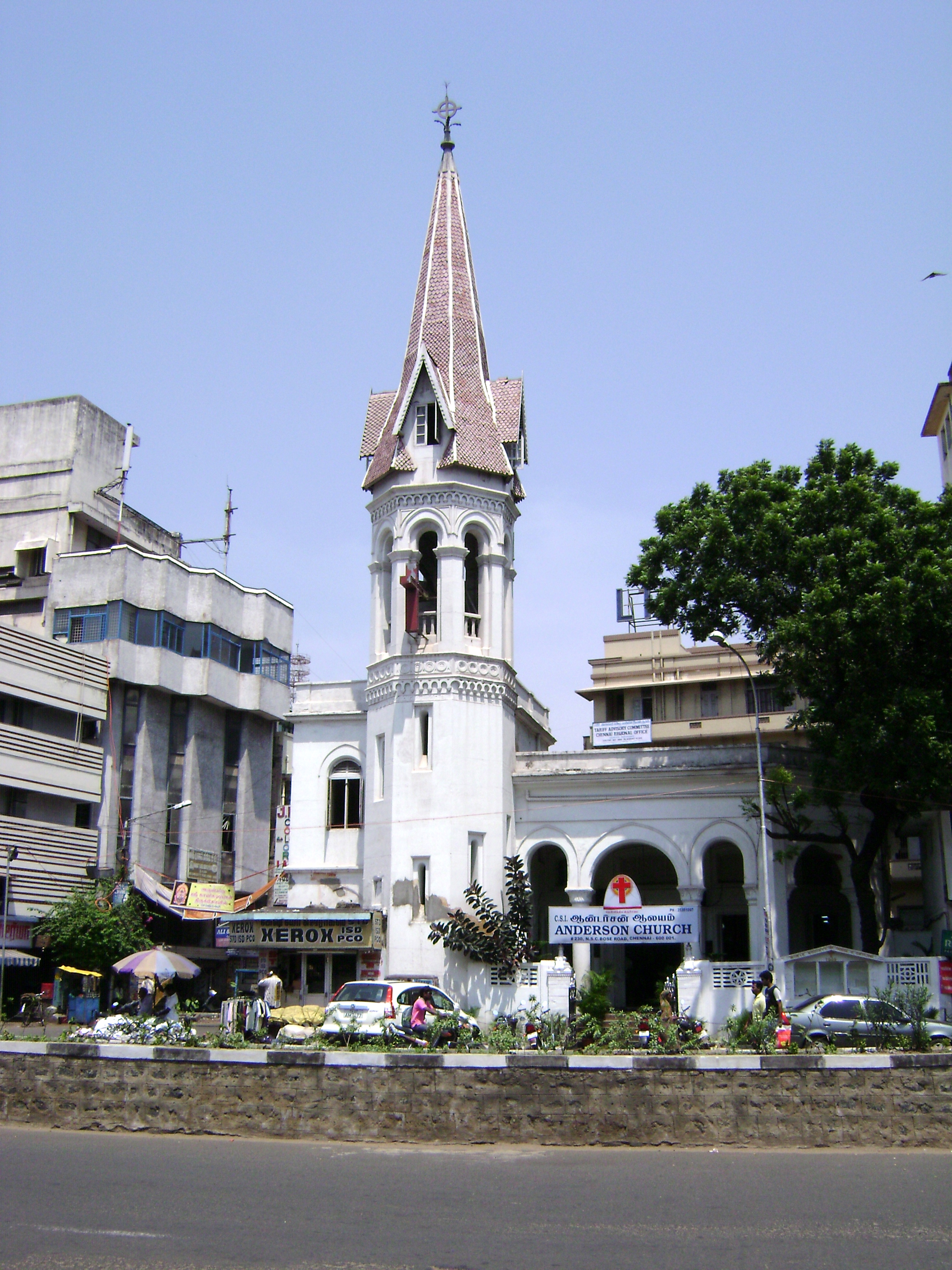
Igreja Anderson, em Chennai

É membro do Conselho Mundial de Igrejas, Comunhão Anglicana, Comunhão Mundial das Igrejas Reformadas e do Concílio Metodista Mundial.
Além disso, está em plena comunhão com a Igreja do Norte da Índia e Igreja Síria Malankara Mar Thoma.